# Selänpää
Selänpää est un village, un quartier et une zone statistique de Valkeala à Kouvola en Finlande ,.

## Description
Le Salpausselkä II s'interrompt à Selänpää et continue à travers le village en petits eskers qui créent un paysage varié. 
Des eskers séparent la partie sud fertile du village de la partie nord riche en lacs et forêts. 
Selänpää est divisé en Suur-Selänpää et Vähä-Selänpää. 
Suur-Selänpää comprend la zone de Keski-kylä et Pokinkylä. Vähä-Selänpää comprend Hasula, Nuuttila, Pukkila, Tolska et une partie de Verla,. 
Selänpää est un village de 435 habitants. 
Le village compte des clubs et associations actifs, ainsi que de nombreuses entreprises. 
Selänpää a une petite garderie, thérapeutes, entrepreneurs en machines et services de construction, d'hébergement et de transport. 
Il y a environ 40 fermes,.
La voie ferrée de Savonie traverse le village, mais les trains ne s'arrêtent plus à la gare.
L'ancienne gare de Selänpää a été transformée en salle des fêtes. 
L'aérodrome de Selänpää (fi) est géré par la Kouvolan Seudun Ilmailuyhdistys ry,.
Le village de Selänpää est situé à 14 kilomètres au nord du village de Valkeala. 
Il est à 26 km de Kouvola, à 23 km de Kuusankoski et à 160 km d'Helsinki,.
Les quartiers voisins sont Valkealan kirkonkylä, Vekaranjärvi, Oravala, Jaala et Voikkaa.

## Galerie

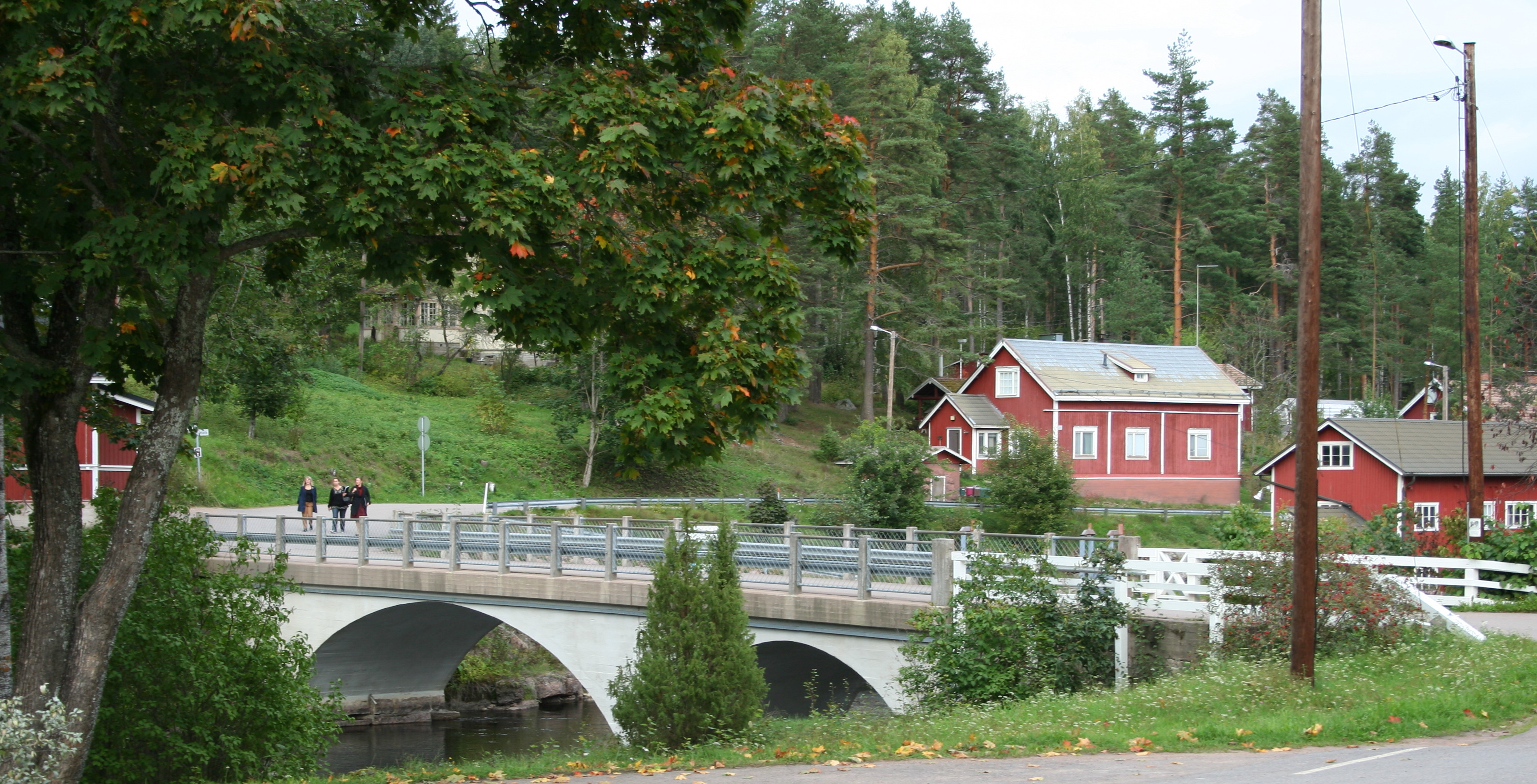
Verla à la limite de Selänpää et Jaala. Verla est vu du côté de Jaala et Selänpää est au-delà de la rivière.